# Kontaktsuppe
Die Verfütterung einer Kontaktsuppe nennt man eine medizinische Methode, die hauptsächlich in der Ferkelaufzucht eingesetzt wurde. Hierbei wird den Tieren mit Infektionserregern versetztes Material verfüttert (die Kontaktsuppe), um das Immunsystem der Schweine anzuregen und die Bildung von Antikörpern zu fördern.
Die Aufnahme von infektiösem Material sollte dabei eine einfache, billige und effiziente Methode sein, wird aber nicht bei allen Erregern empfohlen.
Die Verwendung der Kontaktsuppe wurde in den 1990er Jahren als Lösung für Infektionsprobleme von manchen Beratern empfohlen, heute wird deren Benutzung kritisch betrachtet und als nicht mehr zeitgemäß angesehen. Insbesondere, da man heute eher dem Ansatz folgt, Infektionen zu vermeiden, anstatt auf eine vorhandene mit Gegenmaßnahmen zu reagieren.